# Да Кошта, Матеуш Гальяну
Мате́уш Галья́ну да Ко́шта (порт. Mateus Galiano da Costa; родился 19 июня 1984, Луанда) — ангольский футболист, нападающий португальского клуба «Мая». Участник чемпионата мира 2006 года в составе сборной Анголы.

## Дело Матеуша
В сезоне 2005/06 аутсайдер высшей лиги Португалии «Жил Висенте» дозаявил Матеуша для участия в чемпионате. Однако по окончании первенства (клуб первоначально сохранил прописку в высшей лиге, заняв 13-е место) выяснилось, что игрок не имел должным образом зарегистрированного в ФИФА статуса профессионального футболиста, а значит, не имел права играть в высшей лиге. Вылетевший «Белененсеш» подал жалобу в Федерацию футбола Португалии, в результате которой «Жил Висенте» был исключён из высшей лиги (его место занял истец «Белененсеш»).
Клуб обратился в гражданский суд (который вынес решение в пользу «Жил Висенте»). ФИФА крайне негативно отреагировала на этот факт, так как имеет чёткую позицию, что все футбольные юридические вопросы должны регулироваться исключительно спортивными организациями, и пригрозила отлучением португальских клубов и сборной от международных соревнований. «Жил Висенте» был оставлен во второй лиге и лишён 6 очков за обращение в гражданский суд.